# Jurjev den
Jurjev den (russisk: Юрьев день) er en russisk spillefilm fra 2008 af Kirill Serebrennikov.

## Medvirkende
- Ksenija Rappoport – Ljubov Pavlovna
- Jevgenija Kuznetsova – Tatjana
- Sergej Sosnovskij – Sergejev
- Sergej Medvedev
- Igor Khripunov – Andrej